# Eleocharis bonariensis
Eleocharis bonariensis é uma espécie de planta com flor pertencente à família Cyperaceae. 
A autoridade científica da espécie é Nees, tendo sido publicada em Journal of Botany, being a second series of the Botanical Miscellany 2: 398. 1840.

## Portugal
Trata-se de uma espécie presente no território português, nomeadamente em Portugal Continental.
Em termos de naturalidade é introduzida na região atrás referida.

## Protecção
Não se encontra protegida por legislação portuguesa ou da Comunidade Europeia.